# Рановизантијска гробница на свод код Клисуре
Рановизантијска гробница на свод код Клисуре један је од археолошких локалитета и јединствена просторна амбијентална целина око средњовековног града Копријана (Курвинград), на брду Копријан, код Малошишта. Наиме ради се о гробници (око које се највероватније налазило гробље), која је усечена у падину брда, која се спушта ка десној обали Јужне Мораве, испод заравни која надвисује сеоски пут за Чечину и стари антички пут Naissus (Ниш)—Scupi (Скопље)—Θεσσαλονίκη (Солун). Ова локација је највероватније одређена од стране Римљана на основу чињенице да је сахрањивање у близини пута био обичај који је наслеђен из првих векова хришћанства.
Рановизантијска пресведен гробница код села Клисура припада уобичајено типу, и по размерама и по архитеконским облицима, гробницама које су бил распрострањене широм Балкана. Гробнице овог типа честе су на Балкану где су хришћани већ у 4. веку нашли своја упоришта и организовали црквени живот. По правилу, затичемо их поред јаких урбаних и црквених центара, као што је, у овом случају, био Наис.
Археолошки налази проистекли из ових истраживања указују да је ова рановизантијска гробница, намењена сахрањивању деце могла бити изграђени у периоду од 4. века до првих деценија 7. века.
Кроз ову рановизантијску гробницу у Јужном Поморављау сагледава се културно-историјски значај једине знане засведене гробнице намењене преминулој деци, највероватније, неке богате породице.

## Статус и категорија заштите
Због свог историјског, архитектонског и верског значаја Рановизантијска гробница на свод код Клисуре је, 1948. године, проглашена за „Културно добро од великог значаја“ и уведени у централни регистар споменика културе у Републици Србији. Као основ за упис у регистар послужило је решење Завода за заштитуту и научно проучавање споменика културе НРС бр.671/48 од 6. маја 1948. године.
Надлежни завод који води локални регистар и бригу о овом археолошком локалитету је: Завод за заштиту споменика културе Ниш.

## Положај и стање заштите
Рановизантијска гробница на свод, налазе се код села Клисура у општина Дољевац која припада Нишавском управном округу.
Гробница је усечено у падину брда Копријан које се спушта ка десној обали Јужне Мораве, испод заравни која надвисује сеоски пут за Чечину и стари антички (данас магистрални) пут Е-10 Ниш—Солун. Одавде се одвајао у долину Топлице римски пут од Наиса (данашњег Ниша) за Љеш (Наиссус-Лиссум). Код гробнице, Јужна Морава улази у теснац да би изашла код града Копријана у Добричко поље и пространу моравску равницу.
Рановизантијска гробница на свод је након рестаурације, уз материјалну помоћ народа Клисуре, Малошишта и Епархије нишке, претворена у црквиште и у реалативно је добром стању.

## Историја
Многобројни материјални трагови око средњовековног града Копријана (Курвинграда), у Општини Дољевац (који је према запису на мермерној плочи, изнова изграђен 1372. године од Ненада сина казнаца Богдана), указују на густу насељеност и велики значај овог простора Јужног Поморавља од рановизантијског периода до касног средњег века;
- Испод Копријана, на нижем заравњеном вису, откопана је рановизантијска трикохална црква.[8]
- Са друге стране реке Јужне Мораве, на трећем брду званом Комњига, налази се средвовизантијска црква Св. Јована код села Орљане.
- Овој целини треба додати, и нешто јужније, иза селе Клисура, откривену рановизантијску гробницу, која је данас претворена у црквиште Светог Симеона Столпника.

Остаци Рановизантијска гробница на свод откривени су 1933. године. Према опису у записима Кондића и Поповића они дају овакав опис: "
| „ | По општој диспозицији основе одговара трихонхосима из Царичиног града. Северна пастофорија има на источној страни малу апсиду с крстастим басеном. Иако подсећа на крстионицу басен је у овом случају намењен прању црквених посуда (ђаконикон). | ” |

На остацима Византијске гробнице, народ Јужног Поморавља подигао је црквиште (малу црквицу) посвећену Св. Симеону Столпника. Црква је изграђена од материјала (притесаног камена) који се ту откривен приликом откопавања остатака византијске гробнице.
Према новцу Анастазија I, који пронађен на овом локалитету може се приблићно одредити време изградве. Сигурно да то није пре владавине Анастазија I (491-498), па је за очекивати да је гробница настала нешто касније од почетка 6. века.

## Архитектура и фрескодекорација
Рановизантијска гробница на свод код Клисуре је прецизно и складно пројектована и мајсторски изведена, о чему говори квалитет зидова. Тако да се може закључити да је гробница дело искусног занатлије који је добро познавао античко и рановизантијско градитекство, из свог непосредног окружења, и да је највероватније био ангажован и на изградљи других црквених грађевина.
Гробница је правоугаоне основе; дужине 3,30 m, ширина 2,50 m и висине 1,90 m. Засведена је полуобимчастим сводом, који је делимично сачуван само на источној страни. Гробница је оријентисана у правцу исток-запад, са улазом на западној страни.
Гробница је у целости озидана црвеном печеном опеком димензије 27,5 х 38,5 х 4 cm, која током зидања спајана везиваним ситнозрнастим малтером.
 Зидове чине хоризонтални редови лепо слагање опека, повезани малтерном спојницама исте висине, из чијих хоризонталних редова опека подужних зидова, на одређеној висини започиње постепено радијално слагање опека у паралелне редове, који образују по дужини лук свода.
То што је гробница зидана само опеком, указује на чињеницу да је ње било у довољним количинама, захваљујући производњи од јужноморавске глине у непосредној близини.
Гробница је малтерисана танким слојем хидростатног малтера јарко црвене боје, а њен под прекривен је цементним малтером.
У источној половини гробнице, један наспрам другог, уз подужне зидове налази се два мања банака димензије 100 х 28 cm, висине
50 см, која су краћом страном прислоњени уз источни зид. Банаци су озидани опеком и споља омалтерисани. Оба банака била су намењена полагању сандука. Према димензијама банака може се претпоставити да су били намењени дечијим саркофазима.
У маси подужних зидова, на висини 0,80 m изнад пода, симетрично су распоређене по две четвртасте нише неједнаке дубине - на јужном димензије 25 х 15 х 23 cm, а на северном зиду димензије 25 х 15 х 40 cm. Нише су служиле култним радњама за упокојене, што је, између осталог, подразумевало и остављање дарова.
Западни зид, где се некад налазио улаз у гробницу је порушен, тако да је непознат изглед улазних врата у гробницу.
На унутрашњим зидовима и у остацима малтера нису откривени знаци фрескодекорације.